# Josip Njirjak
Josip Njirjak, hrvatski šahist iz Đakova, iz ŠK Đakovo. 
Prvi na prvenstvu Hrvatske 1991. u kategoriji do 11 godina, 10. na europskom prvenstvu (1992.), prvi na prvenstvu Slavonije i Baranje u kategoriji do 13 godina (1993.), drugi na prvenstvu Hrvatske u kategoriji do 15 godina (1995.), a na istom natjecanju postaje doprvak Hrvatske.